# Camille Alphonse Trézel
Camille Alphonse Trézel (* 5. Januar 1780 in Paris; † 11. April 1860 in Paris) war ein französischer General und Kriegsminister während der Julimonarchie.
Er diente in den 1830er Jahren bei der französischen Eroberung Algeriens, wo er bei der Schlacht von Macta eine verheerende Niederlage erlitt.

## Leben

### Karriere unter Napoleon und den Bourbonen
Im Jahre 1801 trat Alphonse Camille Trezel in die französische Armee ein und erhielt im Jahre 1803 den Rang eines Lieutenants. Nach dem Polenfeldzug wurde er Berater von Claude Matthieu (Graf Gardane), dann Botschafter Frankreichs im Iran (1807–1808); 1810 wurde er zum Hauptmann befördert. Er kämpfte später bei der Verteidigung der Festung Mainz.
Während der Herrschaft der Hundert Tage, diente er in der Grande Armée und zeigte Tapferkeit in der Schlacht von Ligny. Er verlor ein Auge und wurde zum Brigadegeneral befördert. Nach Napoleons Abdankung wurde er unter der Herrschaft der Bourbonen zunächst zum Oberst degradiert. Er kämpfte im Spanischen Bürgerkrieg von 1820–1823 und schloss sich später der Morea-Expedition an. 1829 wurde er zum Feldmarschall befördert.

### Eroberung Algeriens
1827 begann Frankreich das Embargo gegen Algier, 1830 folgte die Eroberung des islamischen Landes. Im Jahre 1831 ging er nach Algerien. Trézel befahl die Expedition von Bougie und wurde bei deren Eroberung 1833 am Bein verletzt. Er gewann mehrere Schlachten gegen die Zmalas und die Douairs. 1835 zog er gegen Abd el-Kader ins Feld und erlebte in der Schlacht von Macta am 28. Juni ein Desaster. Er übernahm die alleinige Verantwortung für die Niederlage.

### Weitere Karriere
1836 kämpfte er in der Constantine-Expedition. Er ging zurück nach Frankreich und wurde 1846 in den Status eines Pairs erhoben, 1847 wurde er Kriegsminister unter Nicolas Jean-de-Dieu Soult. Er behielt diese Positionen in der Regierung von François Guizot bis zum Sturz der Julimonarchie am 24. Februar 1848 bei.
1856 trat Trézel von allen Ämtern zurück und starb 1860.

## Auszeichnungen
- 13. Januar 1837: Großoffizier der Ehrenlegion

## Schriften
- Notice sur le Ghilan et le Mazenderan. In: Voyage en Arménie et en Perse, fait dans les années 1805 et 1806 par P.-Amédée Jaubert. Pélicier et Neveu, Paris 1821.